# Brezovica pri Metliki
Brezovica pri Metliki – wieś w Słowenii, w gminie Metlika. W 2018 roku liczyła 76 mieszkańców.